# Penance Soiree
Albums de The Icarus Line
Mono
(2001) Black Presents
(2006)
Penance Soiree est un album de The Icarus Line, sorti en 2004.

## L'album
Le magazine Kerrang le qualifie d'« antidote contre l'ennui et la médiocrité ». 
Il fait partie des 1001 albums qu'il faut avoir écoutés dans sa vie. 

### Titres
Tous les titres sont de Joe Cardamone. 
1. Up Against the Wall (4:27)
2. Spit on It (1:53)
3. On the Lash (4:00)
4. Caviar (3:15)
5. Spike Island (3:45)
6. Kiss Like Lizards (4:46)
7. Getting Bright at Night (9:07)
8. Big Sleep (5:15)
9. White Devil (2:56)
10. Meatmaker (2:10)
11. Virgin Velcro (3:13)
12. Sea Sick (6:27)
13. Party the Baby Off (2:30)

### Musiciens
1. Joe Cardamone : voix
2. Jeff Watson : batterie
3. Don Devore : basse
4. Alvin DeGuzman : guitare
5. Aaron North : guitare
6. Jon Wahl : saxophone sur White Devil